# Edmontosaurus
Edmontosaurus je rod dinosaura s pačjim kljunom koji nisu imali krijestu na glavi. Fosili ove životinje pronađeni su u kamenju na zapadu Sjeverne Amerike iz razdoblja između 73 i 65,5 milijuna godina pr. Kr. Bio je jedan od zadnjih dinosaura i živio je uz Triceratopsa i Tyrannosaurusa kratko prije izumiranja dinosaura prije oko 65 milijuna godina.
Edmontosaurus je bio jedan od najvećih hadrosaurida, dužine do 13 m i težine do 4 tone. Poznat nam je iz nekoliko dobro očuvanih primjeraka u koje spadaju ne samo kosti, nego u nekim slučajevima i otisci kože i moguće sadržine iznutrica. Svrstava se u hadrosauride koji nisu imali šuplju krijestu i bili su srodni rodu Anatotitan, a možda i istovjetni njima.
Edmontosaurus ima dugu i zamršenu taksonomsku povijest koja datira do kasnog 19. stoljeća. Razne vrste klasificirane s rodovima Claosaurus, Thespesius, Trachodon i poznatim, ali sada nekorištenim rodom Anatosaurus, sada se smatraju pripadnicima roda Edmontosaurus. Prvi fosili svrstani u Edmontosaurus otkriveni su na jugu Alberte, Kanada, u prijašnjoj donjoj formaciji Edmonton. Tipičnu vrstu, E. regalis, nazvao je Lawrence Lambe 1917. godine, iako je nekoliko vrsta koje se sada svrstavaju u ovaj rod bilo imenovano već i ranije. Najpoznatija od njih je E. annectens, koju je prvi imenovao Othniel Charles Marsh 1892. godine kao Claosaurus annectens i koja je dugo bila poznata kao Anatosaurus annectens. Treća, manja vrsta, E. saskatchewanensis, također je poznata. Naziv Edmontosaurus znači "gušter iz Edmontona"; rod je nazvan po formaciji Edmonton, koja se sada zove formacija Horseshoe Canyon.
Edmontosaurus je bio vrlo rasprostranjen na zapadu Sjeverne Amerike. Rasprostranjenost njegovih fosila pokazuje da je nastanjivao obalne ravnice. Bio je biljožder koji se mogao kretati i na dvije i na četiri noge. Budući da su fosili pronađeni u većim skupinama, smatra se da je Edmontosaurus živio u skupinama i također da se možda selio. Mnogobrojnost fosila omogućila je znanstvenicima da detaljno istraže njegovu paleobiologiju, uključujući i njegov mozak, kako se možda hranio i njegove ozljede i bolesti.

## Opis
Edmontosaurus je detaljno opisan iz nekoliko primjeraka. Kao i ostali hadrosauridi, bio je glomazna životinja s dugim repom ravnim sa strane i glavom s proširenim kljunom kao u patke. Lubanja nije imala ni šuplju ni čvrstu krijestu, za razliku od drugih hadrosaurida. Prednje noge nisu bile tako teške građe kao zadnje, ali su bile dovoljno duge da bi se koristile tijekom stajanja ili kretanja. Edmontosaurus je spadao u najveće hadrosauride: ovisno o vrsti, potpuno odrasla jedinka mogla je biti duga do 9 m, a neki veći primjerci dostizali su 12 m do 13 m dužine. Njegova težina bila je oko 4 tone. Trenutno je E. regalis najveća vrsta, iako bi njezin status mogao izazvati hadrosaurid Anatotitan copei; Jack Horner i kolege su 2004. pretpostaviil da su ove dvije vrste sinonimi. (što drugi autori još uvijek trebaju provjeriti). Tipičan primjerak vrste E. regalis, NMC 2288, procjenjuje se na 9 do 12 m dužine. E. annectens je bio nešto kraći. Dva poznata kostura, USNM 2414 i YPM 2182, dugi su 8 m i 8,92 m. E. saskatchewanensis je bio još i manji, od 7 do 7,3 m dužine.

### Lubanja
Lubanja odraslog Edmontosaurusa bila je duga oko jedan metar; kod vrste E. regalis bila je duža nego kod E. annectensa. Lubanja je bila trokutna u profilu, bez koštane krijeste. Gledan odozgo, prednji i zadnji dio lubanje bili su prošireni; sprijeda se formirao "pačji kljun". U kljunu nisu bili prisutni zubi, a i donja i gornja čeljust bile su proširene keratinskim materijalom. Najveća količina ostataka keratinskog gornjeg kljuna poznata je od ostataka "mumije" u Muzeju Senckenberg. Kod ovog primjerka nekoštani dio kljuna očuvao se barem 8 cm dalje od kosti i bio je usmjeren prema dolje. Nosni otvori Edmontosaurusa bili su izduženi u duboka udubljenja okružena izraženim koštanim obručima iznad, iza i ispod. U barem jednom slučaju (primjerak u Senckenbergu), očuvani su i koštani prstenovi u očnim šupljinama. Još jedna kost koja se rijetko očuva, stremen, također je pronađena kod jednog primjerka Edmontosaurusa.
Zubi su bili prisutni samo u glavnoj kosti donje čeljusti i u zadnjem dijelu gornje čeljusti, kod obraza. Zubi su se neprestano zamjenjivali novim, kojima je trebalo oko pola godine da se formiraju. Rasli su u kolonama, s najviše šest u svakoj; broj kolona varirao je ovisno o veličini životinje. Poznate kolone za neke vrste su: 51 do 53 kolona u gornjoj čeljusti i 48 do 49 u donjoj čeljusti (zubi gornje čeljusti bili su nešto uži od onih donje čeljusti) za E. regalis; 43 kolone u gornjoj i 36 u donjoj čeljusti za E. annectens; i 52 i 44 za E. saskatchewanensis.

### Postkranijalni kostur
Broj kralježaka razlikuje se od primjerka do primjerka. E. regalis imao je 13 vratnih kralježaka, 18 leđnih kralježaka, 9 zdjeličnih kralježaka i nepoznat broj repnih kralježaka. Primjerak koji se nekada identificirao kao Anatosaurus edmontoni (danasE. annectens) imao je još više leđnih kralježaka i 85 repnih kralježaka, s neobjavljenim postotkom rekonstrukcije. Ostali hadrosauridi imali su samo 50 do 70 repnih kralježaka, pa je time broj istih kod spomenutog primjerka vjerojatno veći nego što je uistinu bio. Prednji dio leđa bio je savijen prema tlu, a vrat je bio uspravljen prema gore; ostatak kralježnice i rep bili su vodoravni. Na većem dijelu leđa i repa postojale su okoštale tetive rešetkasto raspoređene po kralježnici. Takvo stanje navodno je činilo leđa i barem jedan dio repa izuzetno ravnim. Okoštale tetive učvršćivale su kralježnicu protiv gravitacijskog stresa; inače su kralježnicu većinom podržavali zadnji udovi i kukovlje.
Lopatice su bile duge i ravne kosti nalik oštricama, relativno paralelne kralježnici. Kukovi su se sastojali od po tri elementa: izdužene bočne kosti iznad artikulacije s nogom, sjedne kosti ispod i iza dugačke tanke "palice" i od preponske kosti sprijeda koja se širila u strukturu nalik tanjuru. Struktura kukovlja nije dopuštala toj životinji da stoji uspravno na stražnjim nogama, zato što bi u takvoj poziciji bedrena kost gurala zglob bočne i preponske kosti, a inače je gurala samo čvrsti dio bočne kosti. Devet spojenih zdjeličnih kralježaka davalo je podršku kukovlju.
Prednje noge bile su kraće i lakše građe od stražnjih nogu. Ramena kost imala je veliku deltopektoralnu krijestu za pričvršćivanje mišića, dok su lakatna kost i palčana kost bile mršave. Gornji i donji dio prednjeg uda bili su slične dužine. Članak je bio jednostavan, sa samo dvije malene kosti. Na svakom prednjem stopalu bila su po četiri prsta, bez palca (prvog prsta). Kažiprst, drugi, treći i četvrti prst bili su otprilike iste dužine i bili su povezani mesnatim tkivom. Iako su drugi i treći prst imali tvorevine slične kopitima, i te kosti nalazile su se u mesu i nisu bile vidljive izvana. Mali prst se odvojio od ostala tri i bio je mnogo kraći. Bedrena kost bila je robusna i ravna, s izraženom izbočinom na otprilike polovini stražnje strane. Ovaj greben služio je za pričvršćavanje snažnih mišića na kukovlju i u repu koji su vukli bedra (a time i zadnje udove) prema natrag i pomagali održavati ravnotežu uz pomoć repa. Na svakom zadnjem stopalu bila su tri prsta, bez velikog i malog prsta. Ti prsti su na vrhu imali strukture slične kopitima.

### Koža
Pronađeno je više primjeraka Edmontosaurusa s očuvanim otiscima kože. Neki od njih dobili su mnogo pažnje poput "mumije Trachodona" u ranom 20. stoljeću i primjerka zvanog "Dakota", a ovaj zadnji imao je i nešto očuvane organske tvari u koži. Zahvaljujući ovim pronalascima, poznat je izgled krljušti na većem dijelu tijela Edmontosaurusa.
AMNH 5060 ili "mumija Trachodona" (tako nazvana zato što izgleda kao da je fosil prirodne mumije), sada se smatra primjerkom E. annectens. Kod njega su pronađeni otisci kože na njušci, većini vrata i tijela i dijelovima udova. Rep i jedan dio nogu erodirao je prije nego što je fosil pronađen, pa su ti dijelovi tijela nepoznati za taj primjerak. Uz to, neka područja s otiscima kože, kao što su dijelovi tijela u vezi s vratom i gornjim udovima, slučajno su otklonjeni tijekom pripremanja primjerka. Za ovaj primjerak smatra se da se osušio u suhom koritu potoka, vjerojatno u ili blizu zavoja u potoku. Okolnosti lokacije i očuvanja tijela pokazuju da je životinja umrla tijekom razdoblja suše, možda od gladi. Osušenu lešinu je na posljetku prekrila iznenadna poplava u kojoj je bilo dovoljno sitnih čestica da se tijelo očuva.
Epiderm je bio tanak, a krljušti su bile malene i nisu se preklapale, kao i kod guštera Heloderma suspectum. Na većem dijelu tijela postojala su dva tipa krljušti: malene zašiljene ili konveksne tuberkule, 1 do 3 mm u promjeru bez nekog određenog rasporeda; i veće, ravne mnogokutne tuberkule, obično promjera manjeg od 5 mm, ali i do 10 mm na području podlaktice. Ove zadnje grupirale su se u grupe koje je prvi tip krljušti odjeljivao jedne od drugih; na prijelazu između velikih u male krljušti postojao je tranzicijski tip krljušti. Na većem dijelu tijela veće su krljušti bile raspoređene u kružne ili ovalne skupine, a blizu ramena na ruci formirale su pruge gotovo paralelne jedne drugima. U konačnici, skupine su bile veće na gornjem dijelu tijela, a manje na donjem. Iznad kukovlja postojale su skupine dužine 50 cm.
Jedini otisci kože s glave dolaze od velikih otvora za nosnice. Umjesto otisaka tuberkula, tu su se nalazili otisci mekog tkiva, s dubljim dijelom dalje i natrag, što su mogle biti nosnice. Vrat i leđa imali su mekan greben ili nabor po sredini, s redom ovalnih grupa tuberkula iznad šiljastih nastavaka kralježaka. Točna visina grebena kod primjerka AMNH 5060 nije poznata, a ni mjesto njegove gornje granice, jer je nedostajao gornji dio. Greben je bio visok barem 8 cm i bio je naboran kako bi omogućio pokretanje. Američki paleontolog Henry Fairfield Osborn pretpostavio je da je bio dovoljno visok za još jedan red skupina krljušti.
Na prednjim udovima nalazili su se najveći tuberkuli, raspoređeni u velike skupine koje su pokrivale veći dio udova. Gornji udovi bili su pokrivene malenim tuberkulima u strukturi od mekog tkiva koja je okruživala tri središnja prsta; čak ni vrhovi nisu bili vidljivi. Osborn je smatrao da je to bila prilagodba plivanju. Paleontolog Robert T. Bakker kasnije je zaključio da je to meko tkivo bilo analogno mekom tkivu na stopalima deve. Kao i na podlaktici, i na potkoljenici je bilo velikih tuberkula. Raspored krljušti na ostatku noge je još uvijek nepoznat, ali otisci kože Lambeosaurusa pokazuju da su butine bile ispod kože, kao kod današnjih ptica.
Rep nije pronađen kod primjerka AMNH 5060, ali ostali primjerci dali su neke detalje o koži na tom dijelu tijela. Otisci kože nepotpunog repa koji pripada ili Edmontosaurusu ili njegovom bliskom srodniku Anatotitanu, koji su pronađeni u formaciji Hell Creek, pokazuju segmentiran greben iznad kralježaka. Greben je bio visok oko 8 cm, a segmenti su bili dugi 5 cm i visoki 4,5 cm, s razmakom od 1 cm između sebe, jedan segment po kralješku. Još jedan fosilizirani rep, ovaj put od neodraslog primjerka, imao je fosilizirane otiske uključujući tuberkule i do tada još neviđene teksture na koži. U ove otiske spadaju i eliptične krljušti koje se preklapaju, ižlijebljene krljušti i "trapezoidna struktura 9 cm sa 10 cm nalik na rog".

## Klasifikacija
|         | Edmontosaurus                                                   |
|         |                                                                 |
| unnamed | \| \| Brachylophosaurus \| \| \| \| \| \| Maiasaura \| \| \| \| |
|         | \| \| Brachylophosaurus \| \| \| \| \| \| Maiasaura \| \| \| \| |
|         | Brachylophosaurus                                               |
|         |                                                                 |
|         | Maiasaura                                                       |
|         |                                                                 |

|  | Brachylophosaurus |
|  |                   |
|  | Maiasaura         |
|  |                   |

|         | Edmontosaurus                                                   |
|         |                                                                 |
| unnamed | \| \| Brachylophosaurus \| \| \| \| \| \| Maiasaura \| \| \| \| |
|         | \| \| Brachylophosaurus \| \| \| \| \| \| Maiasaura \| \| \| \| |
|         | Brachylophosaurus                                               |
|         |                                                                 |
|         | Maiasaura                                                       |
|         |                                                                 |

|  | Brachylophosaurus |
|  |                   |
|  | Maiasaura         |
|  |                   |

|         | Edmontosaurus                                                   |
|         |                                                                 |
| unnamed | \| \| Brachylophosaurus \| \| \| \| \| \| Maiasaura \| \| \| \| |
|         | \| \| Brachylophosaurus \| \| \| \| \| \| Maiasaura \| \| \| \| |
|         | Brachylophosaurus                                               |
|         |                                                                 |
|         | Maiasaura                                                       |
|         |                                                                 |

|  | Brachylophosaurus |
|  |                   |
|  | Maiasaura         |
|  |                   |

|         | Edmontosaurus                                                   |
|         |                                                                 |
| unnamed | \| \| Brachylophosaurus \| \| \| \| \| \| Maiasaura \| \| \| \| |
|         | \| \| Brachylophosaurus \| \| \| \| \| \| Maiasaura \| \| \| \| |
|         | Brachylophosaurus                                               |
|         |                                                                 |
|         | Maiasaura                                                       |
|         |                                                                 |

|  | Brachylophosaurus |
|  |                   |
|  | Maiasaura         |
|  |                   |

|  | "Kritosaurus" australis |
|  |                         |
|  | Naashoibitosaurus       |
|  |                         |
|  | Saurolophus             |
|  |                         |

|         | Edmontosaurus                                                   |
|         |                                                                 |
| unnamed | \| \| Brachylophosaurus \| \| \| \| \| \| Maiasaura \| \| \| \| |
|         | \| \| Brachylophosaurus \| \| \| \| \| \| Maiasaura \| \| \| \| |
|         | Brachylophosaurus                                               |
|         |                                                                 |
|         | Maiasaura                                                       |
|         |                                                                 |

|  | Brachylophosaurus |
|  |                   |
|  | Maiasaura         |
|  |                   |

|         | Edmontosaurus                                                   |
|         |                                                                 |
| unnamed | \| \| Brachylophosaurus \| \| \| \| \| \| Maiasaura \| \| \| \| |
|         | \| \| Brachylophosaurus \| \| \| \| \| \| Maiasaura \| \| \| \| |
|         | Brachylophosaurus                                               |
|         |                                                                 |
|         | Maiasaura                                                       |
|         |                                                                 |

|  | Brachylophosaurus |
|  |                   |
|  | Maiasaura         |
|  |                   |

|         | Edmontosaurus                                                   |
|         |                                                                 |
| unnamed | \| \| Brachylophosaurus \| \| \| \| \| \| Maiasaura \| \| \| \| |
|         | \| \| Brachylophosaurus \| \| \| \| \| \| Maiasaura \| \| \| \| |
|         | Brachylophosaurus                                               |
|         |                                                                 |
|         | Maiasaura                                                       |
|         |                                                                 |

|  | Brachylophosaurus |
|  |                   |
|  | Maiasaura         |
|  |                   |

|         | Edmontosaurus                                                   |
|         |                                                                 |
| unnamed | \| \| Brachylophosaurus \| \| \| \| \| \| Maiasaura \| \| \| \| |
|         | \| \| Brachylophosaurus \| \| \| \| \| \| Maiasaura \| \| \| \| |
|         | Brachylophosaurus                                               |
|         |                                                                 |
|         | Maiasaura                                                       |
|         |                                                                 |

|  | Brachylophosaurus |
|  |                   |
|  | Maiasaura         |
|  |                   |

|  | "Kritosaurus" australis |
|  |                         |
|  | Naashoibitosaurus       |
|  |                         |
|  | Saurolophus             |
|  |                         |

|         | Edmontosaurus                                                   |
|         |                                                                 |
| unnamed | \| \| Brachylophosaurus \| \| \| \| \| \| Maiasaura \| \| \| \| |
|         | \| \| Brachylophosaurus \| \| \| \| \| \| Maiasaura \| \| \| \| |
|         | Brachylophosaurus                                               |
|         |                                                                 |
|         | Maiasaura                                                       |
|         |                                                                 |

|  | Brachylophosaurus |
|  |                   |
|  | Maiasaura         |
|  |                   |

|         | Edmontosaurus                                                   |
|         |                                                                 |
| unnamed | \| \| Brachylophosaurus \| \| \| \| \| \| Maiasaura \| \| \| \| |
|         | \| \| Brachylophosaurus \| \| \| \| \| \| Maiasaura \| \| \| \| |
|         | Brachylophosaurus                                               |
|         |                                                                 |
|         | Maiasaura                                                       |
|         |                                                                 |

|  | Brachylophosaurus |
|  |                   |
|  | Maiasaura         |
|  |                   |

|         | Edmontosaurus                                                   |
|         |                                                                 |
| unnamed | \| \| Brachylophosaurus \| \| \| \| \| \| Maiasaura \| \| \| \| |
|         | \| \| Brachylophosaurus \| \| \| \| \| \| Maiasaura \| \| \| \| |
|         | Brachylophosaurus                                               |
|         |                                                                 |
|         | Maiasaura                                                       |
|         |                                                                 |

|  | Brachylophosaurus |
|  |                   |
|  | Maiasaura         |
|  |                   |

|         | Edmontosaurus                                                   |
|         |                                                                 |
| unnamed | \| \| Brachylophosaurus \| \| \| \| \| \| Maiasaura \| \| \| \| |
|         | \| \| Brachylophosaurus \| \| \| \| \| \| Maiasaura \| \| \| \| |
|         | Brachylophosaurus                                               |
|         |                                                                 |
|         | Maiasaura                                                       |
|         |                                                                 |

|  | Brachylophosaurus |
|  |                   |
|  | Maiasaura         |
|  |                   |

|  | "Kritosaurus" australis |
|  |                         |
|  | Naashoibitosaurus       |
|  |                         |
|  | Saurolophus             |
|  |                         |

|         | Edmontosaurus                                                   |
|         |                                                                 |
| unnamed | \| \| Brachylophosaurus \| \| \| \| \| \| Maiasaura \| \| \| \| |
|         | \| \| Brachylophosaurus \| \| \| \| \| \| Maiasaura \| \| \| \| |
|         | Brachylophosaurus                                               |
|         |                                                                 |
|         | Maiasaura                                                       |
|         |                                                                 |

|  | Brachylophosaurus |
|  |                   |
|  | Maiasaura         |
|  |                   |

|         | Edmontosaurus                                                   |
|         |                                                                 |
| unnamed | \| \| Brachylophosaurus \| \| \| \| \| \| Maiasaura \| \| \| \| |
|         | \| \| Brachylophosaurus \| \| \| \| \| \| Maiasaura \| \| \| \| |
|         | Brachylophosaurus                                               |
|         |                                                                 |
|         | Maiasaura                                                       |
|         |                                                                 |

|  | Brachylophosaurus |
|  |                   |
|  | Maiasaura         |
|  |                   |

|         | Edmontosaurus                                                   |
|         |                                                                 |
| unnamed | \| \| Brachylophosaurus \| \| \| \| \| \| Maiasaura \| \| \| \| |
|         | \| \| Brachylophosaurus \| \| \| \| \| \| Maiasaura \| \| \| \| |
|         | Brachylophosaurus                                               |
|         |                                                                 |
|         | Maiasaura                                                       |
|         |                                                                 |

|  | Brachylophosaurus |
|  |                   |
|  | Maiasaura         |
|  |                   |

|         | Edmontosaurus                                                   |
|         |                                                                 |
| unnamed | \| \| Brachylophosaurus \| \| \| \| \| \| Maiasaura \| \| \| \| |
|         | \| \| Brachylophosaurus \| \| \| \| \| \| Maiasaura \| \| \| \| |
|         | Brachylophosaurus                                               |
|         |                                                                 |
|         | Maiasaura                                                       |
|         |                                                                 |

|  | Brachylophosaurus |
|  |                   |
|  | Maiasaura         |
|  |                   |

|  | "Kritosaurus" australis |
|  |                         |
|  | Naashoibitosaurus       |
|  |                         |
|  | Saurolophus             |
|  |                         |

|         | Edmontosaurus                                                  |
|         |                                                                |
| unnamed | \| \| Prosaurolophus \| \| \| \| \| \| Saurolophus \| \| \| \| |
|         | \| \| Prosaurolophus \| \| \| \| \| \| Saurolophus \| \| \| \| |
|         | Prosaurolophus                                                 |
|         |                                                                |
|         | Saurolophus                                                    |
|         |                                                                |

|  | Prosaurolophus |
|  |                |
|  | Saurolophus    |
|  |                |

|         | Gryposaurus                                                     |
|         |                                                                 |
| unnamed | \| \| Brachylophosaurus \| \| \| \| \| \| Maiasaura \| \| \| \| |
|         | \| \| Brachylophosaurus \| \| \| \| \| \| Maiasaura \| \| \| \| |
|         | Brachylophosaurus                                               |
|         |                                                                 |
|         | Maiasaura                                                       |
|         |                                                                 |

|  | Brachylophosaurus |
|  |                   |
|  | Maiasaura         |
|  |                   |

|         | Gryposaurus                                                     |
|         |                                                                 |
| unnamed | \| \| Brachylophosaurus \| \| \| \| \| \| Maiasaura \| \| \| \| |
|         | \| \| Brachylophosaurus \| \| \| \| \| \| Maiasaura \| \| \| \| |
|         | Brachylophosaurus                                               |
|         |                                                                 |
|         | Maiasaura                                                       |
|         |                                                                 |

|  | Brachylophosaurus |
|  |                   |
|  | Maiasaura         |
|  |                   |

|         | Edmontosaurus                                                  |
|         |                                                                |
| unnamed | \| \| Prosaurolophus \| \| \| \| \| \| Saurolophus \| \| \| \| |
|         | \| \| Prosaurolophus \| \| \| \| \| \| Saurolophus \| \| \| \| |
|         | Prosaurolophus                                                 |
|         |                                                                |
|         | Saurolophus                                                    |
|         |                                                                |

|  | Prosaurolophus |
|  |                |
|  | Saurolophus    |
|  |                |

|         | Gryposaurus                                                     |
|         |                                                                 |
| unnamed | \| \| Brachylophosaurus \| \| \| \| \| \| Maiasaura \| \| \| \| |
|         | \| \| Brachylophosaurus \| \| \| \| \| \| Maiasaura \| \| \| \| |
|         | Brachylophosaurus                                               |
|         |                                                                 |
|         | Maiasaura                                                       |
|         |                                                                 |

|  | Brachylophosaurus |
|  |                   |
|  | Maiasaura         |
|  |                   |

|         | Gryposaurus                                                     |
|         |                                                                 |
| unnamed | \| \| Brachylophosaurus \| \| \| \| \| \| Maiasaura \| \| \| \| |
|         | \| \| Brachylophosaurus \| \| \| \| \| \| Maiasaura \| \| \| \| |
|         | Brachylophosaurus                                               |
|         |                                                                 |
|         | Maiasaura                                                       |
|         |                                                                 |

|  | Brachylophosaurus |
|  |                   |
|  | Maiasaura         |
|  |                   |

|         | Edmontosaurus                                                  |
|         |                                                                |
| unnamed | \| \| Prosaurolophus \| \| \| \| \| \| Saurolophus \| \| \| \| |
|         | \| \| Prosaurolophus \| \| \| \| \| \| Saurolophus \| \| \| \| |
|         | Prosaurolophus                                                 |
|         |                                                                |
|         | Saurolophus                                                    |
|         |                                                                |

|  | Prosaurolophus |
|  |                |
|  | Saurolophus    |
|  |                |

|         | Gryposaurus                                                     |
|         |                                                                 |
| unnamed | \| \| Brachylophosaurus \| \| \| \| \| \| Maiasaura \| \| \| \| |
|         | \| \| Brachylophosaurus \| \| \| \| \| \| Maiasaura \| \| \| \| |
|         | Brachylophosaurus                                               |
|         |                                                                 |
|         | Maiasaura                                                       |
|         |                                                                 |

|  | Brachylophosaurus |
|  |                   |
|  | Maiasaura         |
|  |                   |

|         | Gryposaurus                                                     |
|         |                                                                 |
| unnamed | \| \| Brachylophosaurus \| \| \| \| \| \| Maiasaura \| \| \| \| |
|         | \| \| Brachylophosaurus \| \| \| \| \| \| Maiasaura \| \| \| \| |
|         | Brachylophosaurus                                               |
|         |                                                                 |
|         | Maiasaura                                                       |
|         |                                                                 |

|  | Brachylophosaurus |
|  |                   |
|  | Maiasaura         |
|  |                   |

|         | Edmontosaurus                                                  |
|         |                                                                |
| unnamed | \| \| Prosaurolophus \| \| \| \| \| \| Saurolophus \| \| \| \| |
|         | \| \| Prosaurolophus \| \| \| \| \| \| Saurolophus \| \| \| \| |
|         | Prosaurolophus                                                 |
|         |                                                                |
|         | Saurolophus                                                    |
|         |                                                                |

|  | Prosaurolophus |
|  |                |
|  | Saurolophus    |
|  |                |

|         | Gryposaurus                                                     |
|         |                                                                 |
| unnamed | \| \| Brachylophosaurus \| \| \| \| \| \| Maiasaura \| \| \| \| |
|         | \| \| Brachylophosaurus \| \| \| \| \| \| Maiasaura \| \| \| \| |
|         | Brachylophosaurus                                               |
|         |                                                                 |
|         | Maiasaura                                                       |
|         |                                                                 |

|  | Brachylophosaurus |
|  |                   |
|  | Maiasaura         |
|  |                   |

|         | Gryposaurus                                                     |
|         |                                                                 |
| unnamed | \| \| Brachylophosaurus \| \| \| \| \| \| Maiasaura \| \| \| \| |
|         | \| \| Brachylophosaurus \| \| \| \| \| \| Maiasaura \| \| \| \| |
|         | Brachylophosaurus                                               |
|         |                                                                 |
|         | Maiasaura                                                       |
|         |                                                                 |

|  | Brachylophosaurus |
|  |                   |
|  | Maiasaura         |
|  |                   |

Edmontosaurus je bio hadrosaurid, pripadnik porodice koje je pronađena jedino u stijenama kasne krede. Klasificira se u Hadrosaurinae, kladus hadrosaurida koji nisu imali šuplju krijestu na glavi. Ostali pripadnici ove grupe su Brachylophosaurus, Gryposaurus, Lophorhothon, Maiasaura, Naashoibitosaurus, Prosaurolophus i Saurolophus. Bio je ili u vrlo bliskom srodstvu s rodom Anatotitan, još jednim velikim hadrosauridom iz raznih kasnokredskih formacija na zapadu SAD-a, ili je bio njegov sinonim. Divovski kineski hadrosaurin Shantungosaurus također je anatomski sličan Edmontosaurusu. M. K. Brett-Surman otkrio je da se ova dva roda razlikuju samo u detaljima vezanim za veličinu Shantungosaurusa, na temelju opisa tog roda.
Iako status Edmontosaurusa kao hadrosaurina nije predmet kontroverze, njegovo točno svrstavanje u kladusu nije određeno. U ranim su se filogenijama, kao što je ona u utjecajnom monografu R. S. Lulla i Nelde Wright iz 1942. godine, Edmontosaurus i razne vrste roda Anatosaurus (od kojih je većina poslije svrstana u rod Edmontosaurus) kao jednu lozu među više loza hadrosaura "s ravnim glavama". Jedna od prvih analiza u kojoj su se koristile kladističke metode pokazala je da je u srodstvu s rodovima Anatotitan i Shantungosaurus u neformalnom kladusu "edmontosaura", koji je uparen sa "saurolofima" sa šiljatom krijestom na zadnjem dijelu glave i u daljem srodstvu s "brahilofosaurima" i "griposaurima". Istraživanje koje su 2007. godine proveli Terry Gates i Scott Sampson dalo je slične rezultate, da je Edmontosaurus u bliskom srodstvu sa Saurolophusom i Prosaurolophusom, a u daljem srodstvu s Gryposaurusom, Brachylophosaurusom i rodom Maiasaura. Međutim, najnoviji pregled porodice Hadrosauridae, koji su proveli Jack Horner i kolege (2004.), doveo je do upadljivo drugačijih rezultata: Edmontosaurus je svrstan između roda Gryposaurus i "brahilofosaura", a u daljem srodstvu s rodom Saurolophus. Nepodudarnosti kompliciraju i relativni nedostatak rada na evolutivnoj srodnosti hadrosaurina.

## Otkriće i povijest

### Claosaurus annectensi ostala rana otkrića
Edmontosaurus je imao dugu i kompliciranu povijest u paleontologiji; proveo je desetljeća s raznim vrstama klasificiranim u druge rodove. Njegova taksonomska povijest se u mnogim tačkama povijesti isprepliće s rodovima Agathaumas, Anatosaurus, Anatotitan, Claosaurus, Hadrosaurus, Thespesius i Trachodon, a izvori prije 1980-ih godina obično koriste Anatosaurus, Claosaurus, Thespesius ili Trachodon za fosile edmontosaura (osim onih koji spadaju u E. regalis), ovisno o autoru i vremenu objave. Iako je Edmontosaurus nazvan 1917. godine, njegova najstarija vrsta (E. annectens) je nazvana 1892. kao vrsta Claosaurusa, a nepotpuni ostaci koji mu pripadaju opisani su još 1871. godine.
Prve opisane ostatke životinje koja je mogla biti Edmontosaurus, Edward Drinker Cope je 1871. godine nazvao Trachodon atavus. Ova vrsta je u dva pregleda bez komentara procijenjena kao sinonim vrste Edmontosaurus regalis, iako je atavus nazvan nekoliko desetljeća prije regalis. Godine 1874. Cope je nazvao, ali nije opisao vrstu Agathaumas milo, čiji se primjerak sastojao od križničnih kralježaka i dijelova goljenične kosti iz perioda kasne krede (formacija Laramie, Colorado). Kasnije te iste godine, opisao je ove kosti pod nazivom Hadrosaurus occidentalis. Te kosti su sada izgubljene. Kao i s Trachodon atavus, Agathaumas milo je u dva pregleda bez komentara svrstan kao Edmontosaurus regalis, iako je bio nekoliko desetljeća stariji od regalis. Ni jedna vrsta nije privukla mnogo pažnje; na primjer, ni jedna se ne pojavljuje u monografu Lulla i Wrighta (1942. godine). Treću nejasnu vrstu, Trachodon selwyni, koju je 1902. godine od donje čeljusti pronađene u formaciji Dinosaur Park (Alberta) opisao Lawrence Lambe, Glut (1997. godine) je neispravno opisao kao priključenu vrsti Edmontosaurus regalis od strane Lulla i Wrighta. Ona to nije, već je opisana kao "vrlo upitne validnosti". Neki noviji pregledi hadrosaurida su se suglasili.
Prva dobro podržana vrsta Edmontosaurusa nazvana je 1892. godine Claosaurus annectens od strane Othniela Charlesa Marsha. Ova vrsta se bazira na USNM 2414, lubanji i kosturu, a druga glava i kostur, YPM 2182, je paratip. Oba je 1891. godine skupio John Bell Hatcher u formaciji Lance iz perioda gornje krede. Ova vrsta ima i neke povijesne bilješke: među prvim je dinosaurima koji su dobili rekonstrukciju kostura i prvi je hadrosaurid restauriran na taj način; a YPM 2182 i UNSM 2414 su prvi i drugi vrlo potpuni kosturi postavljeni u SAD-u. YPM 2182 je izložen 1901. godine, a USNM 2414 1904. godine.
Zbog nepotpunog razumijevanja hadrosaurida u to vrijeme, nakon Marshove smrti 1897. godine, Claosaurus annectens se svrstavao kao vrsta rodova Claosaurus, Thespesius ili Trachodon. Mišljenja su se mnogo razlikovala; udžbenici i enciklopedije su povlačili liniju između Claosaurus annectens sličnog Iguanodonu i Hadrosaurusa s pačjim kljunom (na osnovu ostataka poslije priključenih vrsti Anatotitan copei), dok je Hatcher eksplicitno identificirao C. annectens kao sinonim hadrosaurida predstavljenog tim istim lubanjama dinosaura s pačjim kljunom. Hatcherova revizija, objavljena 1902. godine, bila je "očistila" situaciju: on je smatrao da su gotovo svi tada poznati rodovi hadrosaurida zapravo sinonimi roda Trachodon. U tu grupu spadaju Cionodon, Diclonius, Hadrosaurus, Ornithotarsus, Pteropelyx i Thespesius, kao i Claorhynchus i Polyonax, čiji su primjerci nepotpuni i danas se smatraju ceratopsima. Hatcherov rad doveo je do kratkog konsenzusa, dok poslije 1910. godine novi materijal iz Kanade i Montane nije pokazao veću raznolikost hadrosaurida nego što se prije slutilo. Charles W. Gilmore je 1915. godine ponovo procijenio hadrosauride i predložio da se Thespesius ponovo uvede za hadrosauride iz formacije Lance i stijena iz odgovarajućeg perioda, a da se Trachodon, zbog neadekvatnog materijala, ograniči na hadrosaurida iz starije formacije Judith River i njoj ekvivalentnih stijena. Što se tiče vrste Claosaurus annectens, predložio je da se smatra sinonimom Thespesius occidentalis. Njegovo vraćanje roda Thespesius za hadrosauride iz perioda formacije Lance imat će posljedice u taksonomiji Edmontosaurusa u sljedećim desetljećima.
Tijekom ovo vremenskog perioda (1902. – 1915.), pronađena su još dva veoma važna primjerka vrste C. annectens. Prvu, "mumiju Trachodona" (AMNH 5060), otkrili su u formaciji Lance 1908. godine Charles Hazelius Sternberg i njegovi sinovi. Sternberg je radio za Britanski prirodoslovni muzej, ali Henry Fairfield Osborn iz Američkog prirodoslovnog muzeja kupio je primjerak za 2000 dolara. Sternbergovi su pronašli sličan primjerak na istom području 1910. godine, ne tako dobro očuvan, ali s otiscima kože. Prodali su primjerak (SM 4036) Muzeju Senckenberg u Njemačkoj.

### Kanadska otkrića
Lawrence Lambe je 1917. godine dao naziv rodu Edmontosaurus na osnovu dva nepotpuna kostura u formaciji Edmonton na jugu Alberte, Kanada. Rod je dobio naziv po navedenoj formaciji. Ovi primjerci su došli iz donje formacije Edmonton, sada poznate kao formacija Horseshoe Canyon, koja je neznatno starija od stijena u kojima je pronađen Claosaurus annectens. Tipična vrsta, E. regalis ("kraljevske veličine"), bazira se na NMC 2288, koji se sastoji od lubanje, kralježaka do šestog repnog kralješka, rebra, dio kukovlja i kost nadlaktice i veći dio jednog zadnjeg uda. Levi Sternberg ga je otkrio 1912. godine. Drugi primjerak, paratip NMC 2289, se sastoji od lubanje i kostura kojem nedostaje kljun, većina repa i dio stopala. George F. Sternberg ga je otkrio 1916. godine. Lambe je otkrio da je njegov novopronađeni dinosaur bio najsličniji vrsti Diclonius mirabilis (čiji su primjerci sada priključeni vrsti Anatotitan copei) i privukao je pažnju na veličinu i robusnost Edmontosaurusa. U početku je Lambe opisao samo lubanje dva kostura, ali se vratio na taj rod 1920. godine kako bi opisao primjerak NMC 2289. Postkranijalni kostur tipičnog primjerka je i dalje neopisan, zamotan u zavoje.
Još su dvije vrste, koje će se uključiti u Edmontosaurus, pronađene u Kanad 1920-ih, ali su oba u početku priključena rodu Thespesius. Gilmore je nazvao prvu, Thespesius edmontoni, 1924. godine. T. edmontoni je također došla iz formacije Edmonton. Bazirala se na NMC 8399, još jednom gotovo potpunom kosturu kojem je nedostajala većina repa. NMC 8399 je otkrila Sternbergova grupa 1912. godine kod rijeke Red Deer. Njegovi prednji udovi, okoštale tetive i otisci kože su kratko opisani 1913. i 1914. godine od strane Lambea, koji je u početku mislio da je to bio primjerak vrste koju je nazvao Trachodon marginatus, ali je poslije promijenio mišljenje. Taj primjerak postao je prvi kostur dinosaura koji je postavljen u nekom kanadskom muzeju. Gilmore je otkrio da je njegova nova vrsta bila vrlo slična vrsti Thespesius annectens, ali ih je ostavio razdvojene zbog detalja ruku i šaka. Također je naglasio da je njegova nova vrsta imala više kralježaka u vratu i leđima nego Marshova, ali je pretpostavio da je Marsh pogriješio u svojoj pretpostavci da su primjerci annectens bili potpuni u tim regijama.
Charles Mortram Sternberg je 1926. godine nazvao vrstu Thespesius saskatchewanensis za NMC 8509, lubanju i nepotpun kostur iz platoa Wood Mountain na jugu Saskatchewana. On je skupio taj primjerak 1921. godine, iz stijena koje su pripadale formaciji Lance, sada formaciji Frenchman. NMC 8509 se sastojao od gotovo potpune lubanje, brojnih kraljećaka, nepotpunog ramenog pojasa i pojasa kukovlja, i nepotpunih zadnjih udova; bio je prvi značajni primjerak dinosaura iz Saskatchewan. Sternberg je odlučio da ga priključi rodu Thespesius zato što je bio jedini rod hadrosaurida poznat iz formacije Lance u to vrijeme. Tada je T. saskatchewanensis bio neobičam zbog svoje malene veličine, 7 do 7,3 m dužine.

### Anatosaurusdo danas
Lull i Wright su 1942. godine pokušali riješiti kompliciranu taksonomiju hadrosaurida bez krijeste stvaranjem novog roda, Anatosaurus, za nekoliko vrsta koje se nisu dobro uklapale u prijašnje rodove. Anatosaurus, što znači "patka-gušter", zbog širokog kljuna kao kod patke (lat anas = patka + grč. sauros = gušter), imao je kao tipičnu vrstu Marshovu staru vrstu Claosaurus annectens. Ovom rodu su također bile priključene vrste Thespesius edmontoni, T. saskatchewanensis, velika donja čeljust koju je Marsh 1890. godine priključio vrsti Trachodon longiceps; i nova vrsta, Anatosaurus copei, za dva kostura na izlaganju u Američkom prirodoslovnom muzeju koje su dugo nazivali Diclonius mirabilis. Tako su navedene vrste postale Anatosaurus annectens, A. copei, A. edmontoni, A. longiceps i A. saskatchewanensis. Anatosaurus će se poslije nazivati "klasičnim dinosaurom s pačjim kljunom".
Takvo stanje stvari ostalo je nepromijenjeno nekoliko desetljeća, dok Michael K. Brett-Surman nije pregledao pertinentni materijal za svoje studentske radove 1970-ih i 1980-ih. Zaključio je da je tipična vrsta Anatosaurusa, A. annectens, zapravo vrsta roda Edmontosaurus, a da je A. copei dovoljno različit da dobije vlastiti rod. Iako ICZN, koji regulira davanje naziva vrstama, ne smatra teze i disertacije službenim objavama, njegovi zaključci su bili poznati ostalim paleontolozima i prisvojeni su u nekoliko popularnih radova tog vremena. Brett-Surman i Ralph Chapman su imenovali novi rod za A. copei (Anatotitan) 1990. godine. Od preostalih vrsta, A. saskatchewanensis i A. edmontoni su također priključene rodu Edmontosaurus, a A. longiceps je priključen rodu Anatotitan, ili kao druga vrsta ili kao sinonim za A. copei. Budući da je tipična vrsta roda Anatosaurus (A. annectens) premještena u Edmontosaurus, naziv Anatosaurus je odbačen kao sinonim za Edmontosaurus.
Koncepcija Edmontosaurusa koja se pojavila uključivala je tri validne vrste: tipična E. regalis, E. annectens (uključujući Anatosaurus edmontoni, izmijenjeno u edmontonensis), i E. saskatchewanensis. Debata o točnoj taksonomiji primjeraka A. copei nastavlja se do danas: vrativši se na Hatcherocv argumente iz 1902. godine, Jack Horner, David B. Weishampel i Catherine Forster smatraju Anatotitan copei kao primjerke Edmontosaurus annectens sa slomljenim lubanjama. Godine 2007. objavljena je još jedna "mumija"; dat joj je nadimak "Dakota". Tyler Lyson ju je pronašao 1999. godine u formaciji Hell Creek, Sjeverna Dakota.

## Vrste i rasprostranjenost
Za rod Edmontosaurus se trenutno smatra da sadrži tri validne vrste: tipičnu vrstu E. regalis, E. annectens i E. saskatchewanensis. E. regalis je pronađen u formacijama Horseshoe Canyon, St. Mary River, i Scollard u Alberti, u formaciji Hell Creek u Montani, Sjevernoj Dakoti i Južnoj Dakoti, u formaciji Lance u Južnoj Dakoti i Wyomingu i u formaciji Laramie u Coloradu; potiču iz vremena kasne krede. Poznato je barem dvanaest primjeraka, uključujući sedam lubanja s postkranijalnim kosturom i pet do sedam drugih lubanja. Trachodon atavus i Agathaumas milo su potencijalnii sinonimi.
E. annectens je u najnovijem pregledu zapisan kao prisutan u formacijama Scollard, Hell Creek, Lance i Laramie. Ograničen je na kamenje kasnog Maastrichtija i poznat je od barem 5 lubanja s postkranijalnim kosturom. Jedan autor, Kraig Derstler, je opisao E. annectens kao "dinosaura o kojem do danas možda najviše znamo [1994.]." Thespesius edmontoni ili edmontonensis, Anatosaurus copei i Trachodon longiceps su smatrani sinonimima E. annectens u jednom pregledu iz 2004. godine. T. edmontoni je zapravo priključen vrsti E. annectens već od 1990, iako sinonimizaciju A. copei i T. longiceps još uvijek nisu testirali drugi autori. Ako dokažu da pripada vrsti E. annectens, njegov ukupni broj primjeraka povećat će se za 5 primjeraka koji se priključuju A. copei i za donju čeljust koja je holotipni primjerak T. longiceps (broj dat za E. annectens u Horner et al. [2004.] je netočan, jer nije drugačiji od ranije objave u kojoj se A. copei i T. longiceps nisu smatrali sinonimima E. annectens). Popis formacija možda je netočan, ovisno o formaciji iz koje dolazi T. edmontoni (nije navedeno iz kojeg dijela stare formacije Edmonton je primjerak došao). T. edmontoni je možda bio priključen krivoj vrsti; James Hopson je 1975. godine predložio da je to mladi primjerak vrste E. regalis, a Nicolas Campione je također zaključio da se njegova lubanja nije razlikovala od E. regalis u istraživanju iz 2009. godine. E. annectens se razlikovao od E. regalis dužom, nižom i sitnijom lubanjom. Iako je Brett-Surman smatrao E. regalis i E. annectens kao potencijalne mužjake i ženke iste vrste, ali primjerci E. regalis su pronađeni u starijim formacijama od primjeraka E. annectens.
E. saskatchewanensis je poznat od pet jedinki, većinom lubanja. Nađen je samo u formaciji Frenchman u Saskatchewanu. Razlikuje se od druge dvije vrste po manjoj veličini. Malo se pisalo o ovoj vrsti otkada je opisana, u odnosu na druge dvije. Radovi Nicolasa Campionea su pokazali da je vjerojatno sinonim E. annectens, ali potrebno je više istraživanja.
Uz to, postoje mnogi fosili Edmontosaurusa koji još uvijek nisu identificirani da pripadaju bilo kojoj vrsti. Ostaci koji nisu priključeni nekoj posebnoj vrsti (E. sp.) mogli bi proširiti rasprostranjenost roda do formacija Prince Creek, Aljaska i Javelina, Texas.

## Paleoekologija
Raspon Edmontosaurusa, i u smislu vremena i rasprostranjenosti, bio je velik. Po starosti, mogu se odrediti dvije grupe stijena u kojem se ova vrsta može naći: starije formacije Horseshoe Canyon i St. Mary River, i mlađe formacije Frenchman, Hell Creek, Lance, Laramie i Scollard. Raspon vremena koji pokrivaju formacije Horseshoe Canyon i njoj ekvivalentne se naziva Edmontonijski, a raspon vremena koje pokrivaju mlađe formacije naziva se Lancijski. Ta dva perioda imala su različitu faunu.

### Edmontonijska paleoekologija
Edmontonijski period definira se prvom pojavom fosilnih ostataka vrste Edmontosaurus regalis. Iako se ponekada označava isključivo kao iz perioda ranog maastrihija, formacija Horseshoe Canyon je imala duže trajanje. Taloženje je počelo prije oko 73 milijuna godina, u kasnom kampaniju i završilo je između 68,0 i 67,6 milijuna godina. Edmontosaurus regalis je poznat iz najdonjeg od pet nivoa u stijenama formacije Horseshoe Canyon, ali ne pronalazi se od barem druge do vrha. Čak tri četvrtine primjeraka dinosaura iz badlandsa u Drumhelleru, Alberta možda pripadaju rodu Edmontosaurus. Formacija Horseshoe Canyon Formation je imala važan utjecaj s mora, zato što je plitko more pokrivalo srednji dio Sjeverne Amerike većinu krede. E. regalis je dijelio stanište s hadrosauridima Hypacrosaurusom i Saurolophusom, hipsilofodontom Parksosaurusom, rogatim dinosaurima Montanoceratopsom, Anchiceratopsom, Arrhinoceratopsom i Pachyrhinosaurusom, s pahicefalosauridom Stegocerasom, ankilosauridom Euoplocephalusom, nodosauridom Edmontonia, ornitomimosaurima Ornithomimusom i Struthiomimusom, raznim malenim teropodima uključujući i trudontide i dromeosauride, i s tiranosauridima Albertosaurusom i Daspletosaurusom. Edmontosaurus je nastanjivao obalne prostore, dok su Hypacrosaurus i Saurolophus živjeli u kontinentalnim nizinama. Edmontosaurus and Saurolophus are not usually found together. Tipična staništa edmontosaura ove formacije opisana su kao pozadinski regioni močvara drveća vrste Taxodium distichum i tresetišta na obalama delti rijeka. Pachyrhinosaurus je više volio ovo stanište nego naplavne ravnice kojima su dominirali Hypacrosaurus, Saurolophus, Anchiceratops i Arrhinoceratops. Obalna asocijacija Pachyrhinosaurus-Edmontosaurus protezala se do Aljaske.

### Lancijska paleoekologija
Lancijski vremenski interval bio je posljednji interval prije izumiranja prije 65 mil. god. u kojem su nestali svi dinosauri. Edmontosaurus je bio jedan od češćih dinosaura u tom intervalu. Robert Bakker izvješava da je činio jednu sedminu velikih dinosaura, a preostalu većinu (pet šestina) činio je rogati dinosaur Triceratops. Asocijacija Triceratops–Edmontosaurus (kojom je dominirao Triceratops) u obalnim ravnicama protezala se od Colorada do Saskatchewana. Tipične faune dinosaura u lancijskim formacijama u kojima je pronađen Edmontosaurus sastojale su se i od Thescelosaurusa, rijetkog hadrosaurida Anatotitana, rijetkih ceratopsida Nedoceratopsa (="Diceratops") i Torosaurusa, pahicefalosaurida Pachycephalosaurusa i Stygimolocha, ankilosaurida Ankylosaurusa, i teropoda Ornithomimusa, Troodona i Tyrannosaurusa.
Formacija Hell Creek je prije bila ravna šumska naplavna ravnica s relativno suhom suptropskom klimom koja je omogućavala postojanje raznih biljaka, od cvjetnica do zimzelenog drveća, paprati i ginkoa. Obala je bila stotine kilometara istočno. Česte su bile slatkovodne kornjače i maleni sisavci koji su živjeli na drveću, a varani veličine komodskog varana lovili su na tlu. Triceratops je bio najčešći veliki dinosaur, a Thescelosaurus najčešći maleni dinosaur biljožder. Ostaci edmontosaura ovdje su skupljani pijesku potoka i uključuju i fosile vrlo mladih primjeraka. Fosili edmontosaura vjerojatno predstavljaju akumulacije grupa koje su se kretale zajedno.
Formacija Lance bila je močvarno područje slično kao i obalne ravnice u Louisiani. Bila je bliža velikoj delti nego formacija Hell Creek i primala je mnogo više sedimenta. U listopadnim šumama pojavljivale su se i tropske četinjače i palme; ta flora mnogo se razlikovala od one u formaciji Hell Creek. Klima je bila vlažna i suptropska, s četinjačama, malenim palmama i papratima u močvarama, i četinjačama, jasenjem, zimzelenim hrastovima i grmljem u šumama. Uz dinosaure su živjele slatkovodne ribe, vodozemci, kornjače, gušteri, zmije, obalne ptice i maleni sisavci. Maleni dinosauri nisu bili tako česti kao u Hell Creeku, ali je Thescelosaurus opet bio vrlo čest. Pronađene su mnoge lubanje Triceratopsa, koje su manje nego kod jedinki sa sjevera. Formacija Lance je mjesto pronalaska dvije mumije edmontosaura.

## Paleobiologija

### Mozak i živčani sustav
Mozak Edmontosaurusa je u nekoliko istraživanja opisan uz pomoć odljevka praznine u kojoj se nalazio mozak. E. annectens i E. regalis, kao i primjerci koji nisu identificirani za neku specifičnu vrstu, su istraženi na ovaj način. Mozak nije bio osobito velik za životinju veličine Edmontosaurusa. Prostor u kojem se mozak nalazio bio je dug samo četvrtinu dužine lubanje, a izmjerena je zapremina raznih odljevaka; rezultati su dali zapreminu između 374ml i 450ml, u što nije uključeno to da je mozak zauzimao samo 50% prostora odljevka, a da je ostatak zauzimao omotač mozga. Na primjer, mozak primjerka s odljevkom od 374 ml imao je zapreminu od 268ml. Mozak je bio izdužen, i kao što je slučaj sa svim životinjama osim sisavaca, nije postojao neokorteks. Kao i kod Stegosaurusa, nervni kanal se širio kod kukovlja, ali ne do istog stupnja: endosakralni prostor Stegosaurusa je imao 20 puta veću zapreminu endokranijalnog odljevka, dok je endosakralni prostor Edmontosaurusa bio samo 2,59 puta veći u zapremini.

### Ishrana

#### Prilagodbe ishrani
Kao hadrosaurid, Edmontosaurusje bio veliki biljožder. Njegovi zubi su se sve vrijeme zamjenjivali i zbijali se u skupine koje su sadržavale stotine zuba, od kojih je samo nekolicina korištena. Koristio je široki kljun za rezanje mekane hrane, možda otkidajući vrhove ili zatvarajući usta slično kao školjka preko grančica i tako otkidajući hranjivije lišće i pupove. Budući da su redovi zuba bili toliko izbačeni prema van i zbog ostalih anatomskih osobina, smatra se da su Edmontosaurus i većina drugih pripadnika Ornithischia imali strukture nalik obrazima, mišićave ili nemišićave. Funkcija obraza bila je zadržavanje hrane u ustima. Hranio bi se od nivoa tla do 4 metra uvis.
Prije 1960-ih i 70-ih, većinom se smatralo da su hadrosauridi poput Edmontosaurusa bili vodene životinje i da su se hranili vodenim biljkama. Jedan primjer ovoga je William Morrisova interpretacija lubanje edmontosaura s nekoštanim ostacima kljuna iz 1970. godine. On je smatrao da se ova životinja hranila slično kao današnje patke, filtriranjem biljaka i vodenih beskralježnjaka iz vode, izbacujući vodu kroz brazde oblika slova V u unutrašnjem dijelu gornjeg kljuna. Ta interpretacija kljuna je bila odbijena, jer su brazde i grebeni bili sličniji onima kod kljunova kornjača biljoždera nego fleksibilnim strukturama kao kod ptica koje se hrane filtriranjem vode.
Preovladavajući model hranjenja hadrosaurida predstavio je David B. Weishampel 1984. godine. On je pretpostavio da je struktura lubanje omogućavala pokretanje između kostiju koje je dovodilo do toga da se donja čeljust pokretala naprijed-nazad, a da su se kosti gornje čeljusti koje su nosile zube savijale prema naprijed kada su zatvarali usta. Zubi gornje čeljusti bi se trali o zube donje čeljusti kao turpije, obrađujući biljni materijal između njih. Takvi pokreti bili bi paralelni efektu žvakanja kod sisavaca, iako su to činili na potpuno drugačiji način. Važni dokazi za Weishampelov model su smjerovi ogrebotina na zubima, koji pokazuju smjer pokretanja čeljusti. Međutim, i drugi pokreti bi mogli izazvati takve ogrebotine, npr. pokretanje kostiju dvije polovine donje čeljusti. Modernim tehnikama nisu pomno istraženi svi modeli.
Weishampel je razvio svoj model uz pomoć kompjuterske simulacije. Natalia Rybczynski i kolege su nadopunili njegov rad mnogo sofisticiranijim 3D animacijskim modelom, laserskim skeniranjem lubanje vrste E. regalis. Uspjeli su svojim modelom replicirati pretpostavljene pokrete, iako su otkrili da su bili potrebni dodatni sekundarni pokreti između drugih kostiju, s maksimalnim rastojanjem od 1,3 do 1,4 cm između nekih kostiju tijekom procesa žvakanja. Rybczynski i kolege nisu bili ubijeđeni da je Weishampelov model bio točan, ali su naglasili da imaju neka poboljšanja koja će implementirati u svoju animaciju. Planirana poboljšanja uključuju inkorporiranje mekog tkiva i tragova trošenja zuba, koji bi trebali više ograničiti pokrete. Naglasili su da postoji još nekoliko hipoteza koje također treba testirati. Daljnji rad koji su proveli Casey Holliday i Lawrence Witmer pokazao je da ornitopodi poput Edmontosaurusa nisu imali tipove zglobova koji postoje kod današnjih životinja i da su imali kinetičke lubanje (lubanje koje omogućavaju pokrete između kostiju od kojih se sastoje), kao kod ljuskaša i ptica. Predložili su da su kosti koje su navodno omogućavale pokretanje kod lubanja dinosaura zapravo bile zone rasta hrskavice.
Model nepokretne lubanje su 2009. godine izazvali Vincent Williams i kolege. Vrativši se na mikroskopske ogrebotine na zubima, pronašli su četiri tipa ogrebotina kod roda Edmontosaurus. Najčešći tip je bio rezultat ukošenih pokreta, a ne samo pokreta gore-dolje i naprijed-nazad, koji su konsistentniji s Weishampelovim modelom. Smatra se da su ovakvi pokreti bili glavni pri mljevenju hrane. Dva tipa ogrebotina su bila rezultat pokreta prema naprijed ili nazad. Zadnji tip je bio varijabilan i vjerojatno je bio rezultat otvaranja čeljusti. Kombinacija pokreta je bila kompleksnija nego što se prije smatralo. Budući da ogrebotine dominiraju mikroskopskom teksturom ogrebotina, Williams et al. su pretpostavili da je Edmontosaurus pasao, a ne brstio, zato što bi bršćenje izazvalo manje ogrebotina zbog konzumiranja manje abrazivnih materijala. U biljke koje su možda jeli spadaju one bogate silicijevim dioksidom kao što su preslice, ali i zemlja koja je slučajno konzumirana tijekom hranjenja na nivou tla.
Navodi o gastrolitima (kamenju u želucu) kod hadrosaurida Claosaurusa se vjerojatno baziraju na dvostrukoj netočnoj identifikaciji. Taj primjerak je zapravo pripadao vrsti Edmontosaurus annectens. Barnum Brown, koji je otkrio taj primjerak 1900. godine, nazvao ga je Claosaurus zato što se tada E. annectens smatrao vrstom Claosaurusa. Uz to, mnogo je vjerojatnije da su navodni gastroliti bili kamenje koje se slučajno našlo tu u procesu zakopavanja.

#### Sadržaj iznutrica
I mumificirani primjerci koje su skupili Sternbergovi navodno su imali fosiliziran sadržaj iznutrica. Charles H. Sternberg je naveo postojanje karboniziranih sadržina kod primjerka Američkog prirodoslovnog muzeja, ali taj materijal još nije opisan. Ostaci biljaka kod primjerka iz muzeja Senckenberg su opisani, ali ih je bilo teško protumačiti. Biljke u tom primjerku bile su iglice četinjače Cunninghamites elegans, grančice od četinjača i širokolisnog drveća i brojno sitno sjemenje ili voće. Po svom opisivanju 1922. godine, taj primjerak bio je predmet debate u njemačkom časopisu Paläontologische Zeitschrift. Kräusel, koji je opisao primjerak, protumačio je sadržaj iznutrica kao takav, dok Abel nije bio siguran da se biljke nisu našle unutar lešine nakon smrti.
U to vrijeme se smatralo da su hadrosauridi bili vodene životinje i Kräusel je istakao da primjerci ne isključuju teoriju da su se hadrosauridi hranili vodenim biljkama. Otkriće mogućeg sadržaja želuca je imala malo utjecaja u krugovima engleskih znanstvenika, osim što su jednom kratko spomenuti, dok ih John Ostrom nije spomenuo u svojoj procjeni stare interpretacije hadrosaurida kao životinja ograničenih na vodu. Umjesto da je pokušao prilagoditi otkriće modelu koji je živio u vodi, koristio ga je kao dokaz da su hadrosauri bili kopneni biljožderi. Dok je njegova interpretacija hadrosaurida kao kopnenih životinja većinom prihvaćena, fosilizirane biljke kod Senckenberškog primjerka ostaju dvomislene. Kenneth Carpenter je pretpostavio da je ta životinja možda zapravo gladovala i da sadržaj njezinog želuca nije predstavljao uobičajenu ishranu. Drugi autori su naglasili da više nije moguće slijediti originalni rad zbog toga što je biljni materijal uklonjen iz originalnog konteksta u primjerku i zato što je temeljito pripremljen, što ostavlja mogućnost da su se biljke slučajno našle u primjerku.

### Izotopska istraživanja
Ishrana i fiziologija Edmontosaurusa ispitane su uz pomoć stabilnih izotopa ugljika i kisika u zubnoj gleđi. Kada se hrane, piju i dišu, životinje unose ugljik i kisik, koji se inkorporiraju u kost. Izotope ova dva elementa određuju razni unutrašnji i vanjski faktori, kao što su tip biljaka koje je životinja jela, fiziologija životinje, salinitet i klima. Ako se stope izotopa u fosilima ne promijene fosilizacijom i drugim promjenama, mogu se istraživati radi informacija o originalnim faktorima; toplokrvne životinje će imati određene izotopske sastave u odnosu na okolinu, životinje koje jedu određeni tip biljaka ili koriste određene probavne procese imat će različite također različite izotopske sastave itd. Obično se koristi gleđ zato što ju struktura minerala koja ju formira čini najotpornijim materijalom na kemijske promjene u cijelom kosturu.
U istraživanju koje su 2004. godine provele Kathryn Thomas i Sandra Carlson koristili su se zubi iz gornje čeljusti tri primjerka; jednog mladunca, jednog neodraslog i jednog odraslog primjerka iz formacije Hell Creek. U ovom istraživanju prikupljeni su podaci iz raznih dijelova skupina zuba korištenjem sistema mikrobušenja. Ova metoda skupljanja podataka koristila je raspored skupina zuba kod hadrosaurida kako bi se pronašle varijacije u izotopima zuba u nekom vremenskom periodu. Njihov rad je pokazao da je zubima trebalo manje od 0,65 godina da se formiraju, neznatno brže kod mlađih edmontosaura. Zubi su kod sve tri jedinke pokazivale varijacije u stopama izotopa kisika koje su mogle odgovarati tolim/suhim i hladnim/vlažnim periodima; Thomas i Carlson su razmotrile mogućnost da su životinje zapravo migrirale, ali su radije prihvatale lokalne sezonske varijacije zato što bi migracija najvjerojatnije dovela do homogenizacije stope izotopa, zato što kada se mnoge životinje sele, one ostaju u specifičnim temperaturnim granicama ili blizu nekih određenih izvora hrane.
Edmontosauri također pokazuju obogaćene vrijednosti izotopskih stopa, što bi se kod današnjih sisavaca interpretiralo kao mješovita ishrana C3 biljaka (većine biljaka) i C4 biljaka (trava); međutim, C4 biljke su bile izuzetno rijetke u kasnoj kredi, ako su uopće postojale. Thomas i Carlson su predstavile nekoliko faktora koji su možda utjecali na krajnji rezultat i otkrile su da je ishrana najvjerojatnije uključivala mnogo golosmejenjača, konzumiranje biljaka bogatih solju s obalnih područja i fiziološka razlika između dinosaura i sisavaca zbog koje su dinosauri stvarali tkiva s različitim stopama ugljika od onih koje bi se očekivale za sisavce. Također je moguća kombinacija više faktora.

### Patologije i zdravlje
Kod kostiju Edmontosaurusa su 2003. pronađeni dokazi tumora, uključujući i hemangiome, dezmoplastične fibrome, metastaze i osteoblastome. Rothschild et al. je testirao kralješke dinosaura tražeći tumore uporabom računalne tomografije (CT) i fluoroskopskog probiranja. Još neki hadrosauridi, uključujući i rodove Brachylophosaurus, Gilmoreosaurus i Bactrosaurus, također su bili pozitivni. Iako je na ovaj način pregledano više od 10 000 fosila, tumori su bili ograničeni na rod Edmontosaurus i bliske srodnike. Tumore su možda izazivali okolišni faktori ili genetska sklonost.
Osteokondroza je također pronađena kod Edmontosaurusa. Ovo stanje, rezultat nemogućnosti hrskavice da se zamijeni s kosti tijekom odrastanja, bila je prisutna kod 2,2% od 224 prsta zadnjih udova edmontosaura. Razlog ovog stanja je nepoznat. Predložene su genetske predispozicije, traume, intenzitet hranjenja, promjene u opskrbi krvlju, višak hormona koje luči štitna žlijezda i deficiti u raznim faktorima rasta. Osteokondroza se kod dinosaura najčešće pronalazi kod hadrosaurida.

### Kretanje
Kao i kod ostalih hadrosaurida, smatra se da se Edmontosaurus većinu vremena kretao na četiri noge, ali da se mogao uspraviti na zadnje dvije kada je to bilo potrebno. Vjerojatno je bio na sve četiri noge dok je stajao ili sporo hodao, a da je pri brzom kretanju rabio zadnje dvije noge. Istraživanje računalnim modeliranjem iz 2007. godine pokazuje da je Edmontosaurus mogao trčati vrlo brzo, možda i do 45 km/h. Daljnje simulacije uporabom neodraslog primjerka, koji je živ težio oko 715 kg, dale su model koji je mogao trčati i skakati na dvije noge, kasati, trčati kao deva ili galopirati. Znanstvenici su na svoje iznenađenje otkrili da se najbrže kretao pri skakanju kao klokan (maksimalna brzina 17,3 m u sekundi (ili 62 km/h), što su odbacili kao nevjerojatno za životinju te veličine i zbog nedostatka fosilnih otisaka stopala koji pokazuju takvo kretanje; umjesto toga su protumačili rezultat kao pokazatelj netočnosti simulacije. Drugi najbrži način kretanja bio je galopiranje (maksimalna brzina 15,7 m/s (ili 75 km/h) i dvonožno trčanje (14,0 m/s ili 50 km/h). Našli su slabe dokaze za trčanje na dvije noge kao najvjerojatniju opciju brzog kretanja, ali nisu izbacili brzo kretanje na četiri noge.
Iako se dugo smatralo da su bili vodene ili vodozemne životinje, hadrosauridi nisu bili tako dobro prilagođeni pilvanju kao drugi dinosauri (posebno teropodi, za koje se nekada smatralo da nisu mogli slijediti hadrosauride u vodu). Hadrosauridi su imali mršave prednje udove s kratkim prstima, pa su oni bili neučinkoviti za pokretanje naprijed, a ni rep nije bio koristan zato što ga nisu mogli mnogo pokretati lijevo i desno.

### Interakcije s teropodima
Vremenski raspon i zemljopisna rasprostranjenost Edmontosaurusa preklapao se s Tyrannosaurusovim. Odrasli primjerak E. annectens u Denverskom muzeju prirode i znanosti pokazuje dokaze ujeda nekog teropoda na repu. Brojeći od križnice, kralješci od trinaestog do sedamnaestog imaju oštećene šiljaste nastavke u skladu s napadom s donje desne strane životinje. Jedan šiljasti nastavak ima jedan otkinut dio, a ostali su izvijeni; tri imaju jasne tragove oštećenja od zuba. Vrh repa je bio visok barem 2,9 m, a jedini teropod poznat iz iste formacije koji je bio dovoljno visok da nanese takvu ozljedu bio je T. rex. Kosi su djelomično zarasle, ali je edmontosaur uginuo prije nego što su znaci štete potpuno nestali. Također postoje znakovi infekcije. Kenneth Carpenter, koji je istraživao ovaj primjerak, naglasio je da izgleda kao da ima zaraslu frakturu na lijevoj strani kukovlja, ali koja je morala biti starija od navedenih ozljeda jer je više zacijelila. On je pretpostavio da je taj edmontosaur bio meta zato što je možda još uvijek šepao od prijašnje ozljede. Budući da je preživio napad, Carpenter je pretpostavio da je bio brži ili okretniji od napadača, ili da je ozljeda na repu nastala zbog toga što ga je koristio u obrani protiv grabežljivca.
Još jedan primjerak vrste E. annectens, jedinka duga 7,6 m iz Južne Dakote, ima tragove zuba malenih teropoda u donjoj čeljusti. Neke od tih ozljeda bile su jednim dijelom zacijelile. Michael Triebold, koji je neformalno pričao o tom primjerku, pretpostavio je scenarij u kojem su maleni teropodi napadali vrat edmontosaura; životinja je preživjela napad, ali je nedugo zatim podlegla ozljedama. Neka nalazišta kostiju edmontosaura bila su mjesta na kojima su se okupljali strvinari. Tragovi zuba Albertosaurusa i Saurornitholestesa su česti u jednom nalazištu u Alberti, a Daspletosaurus se hranio strvinama Edmontosaurusa i Saurolophusa na drugom nalazištu u Alberti.

### Društveno ponašanje
Ekstenzivna nalazišta kostiju Edmontosaurusa i slične velike grupe fosila drugih hadrosaurida rabe se kao dokaz da su bili društveni i živjeli u grupama. Četiri kamenoloma s ostacima edmontosaura identificirana u bazi podataka o fosilnim nalazištima iz 2007. godine su: Aljaska (formacija Prince Creek), Alberta (formacija Horseshoe Canyon), Južna Dakota (formacija Hell Creek) i Wyoming (formacija Lance). Jedno nalazište u formaciji Lance pokriva više od jednog kvadratnog kilometra, ali kosti Edmontosaurusa su najčešće u jednom dijelu nalazišta površine 40 ha. Procjenjuje se da se tu nalazi 10 000 do 25 000 raštrkanih ostataka edmontosaura.
Za razliku od mnogih hadrosaurida, Edmontosaurus nije imao koštanu krijestu. S druge strane, možda je imao strukture od mekog tkiva na lubanji: kosti oko nosnih otvora imale su duboke udubine za koje se smatra da su omogućavale zračne vreće koje su se mogle napuhati, možda omogućavajući i vizualnu i komunikaciju zvukom. Edmontosaurus je možda bio dimorfičan, s robusnijim i lakše građenim formama, ali još uvijek se ne zna je li u pitanju spolni dimorfizam.
Zbog svoje široke rasprostranjenosti, koja je pokrivala razdaljinu od Aljaske do Colorada i koja je uključivala i neka polarna područja koja bi dobar dio godine bila bez sunčeve svjetlosti, smatra se da je Edmontosaurus migrirao. U pregledu migracija kod dinosaura kojeg su 2008. godine proveli Phil R. Bell i Eric Snively, došli su do zaključka da je E. regalis bio sposoban za godišnje putovanje dužine 2600 km, ako je imao predispozicije prema skupljanju sala i odgovarajući metabolizam. Takvo putovanje bi zahtijevalo brzinu od 2 do 10 km/h i išlo bi od Aljaske do Alberte. Moguća migratorna priroda Edmontosaurusa je u kontrastu s mnogim drugim dinosaurima, poput teropoda, sauropoda i ankilosauri, za koje Bell i Snively smatraju da su prezimljavali.

## Vanjske poveznice
- Šta je Edmontosaurus jeo? Kako je žvakao? Planet Earth online
- "Otkriven rijetki mumificirani dinosaur"  Arhivirana inačica izvorne stranice od 26. listopada 2012. (Wayback Machine) MSNBC.com
- Hadrosaurinae od Palaeos.com
- Hadrosaurinae od Thescelosaurus!